# Elijah Pudlat Pootoogook
Pour les articles homonymes, voir Pootoogook.
Elijah Pudlat Pootoogook (Inuktitut : ᐃᓓᔭ ᐳᓪᓚ), également connu sous les noms d’Elijah Pootoogook, Elijah Pudlat et Eliya, est un artiste inuit né le 7 juillet 1943 à Kinngait, au Nunavut,.
Elijah, qui émerge dans les années 1960 en tant qu’artiste membre de la West Baffin Eskimo Cooperative (en), est issu d’une lignée artistique. Ses créations ont régulièrement figuré dans le catalogue annuel de la West Baffin Eskimo Cooperative. De plus, il a contribué à la réalisation d’une fresque pour l’Expo 67, à Montréal, et a présenté des sculptures inuites traditionnelles lors de l’Expo 70, à Osaka, au Japon,,. De plus, les œuvres d’Elijah Pootoogook ont fait l’objet de nombreuses expositions et se trouvent dans plusieurs musées en Amérique du Nord.

## Biographie

### Famille
Elijah Pudlat Pootoogook provient d’une famille d’artistes. Il était adopté par l’estampière Sharni Pootoogook (en) (1922-2003) et son mari Pudlat (1919-1992), qui travaillait lui aussi la gravure et les arts graphiques,. La sœur d’Elijah, Sarah Putuguk, est également estampière comme sa mère. Elijah Pootoogook s’est marié avec Iqarlik (née en 1949), qui est elle-même une sculptrice et une artiste graphique. Ils ont eu deux enfants.

## Carrière artistique

### Techniques artistiques
Pendant sa carrière, Elijah a exploré divers médiums artistiques, notamment le dessin, la gravure et la sculpture. De plus, dans les années 1970, Wilfred Hudson (1928-2014), artiste et typographe américain, a initié Elijah Pootoogook et un groupe d’artistes, dont Annie Pootoogook, Jimmy Manning et Tukiki Manomee, à la typographie.

### Thèmes abordés
L’œuvre d’Elijah Pootoogook évoque sa culture inuite ancestrale, mettant en lumière les activités quotidiennes, telles que la survie grâce à la chasse, l’utilisation du traineau à chiens et la fabrication d’igloos. La plupart de ses créations graphiques mettent en évidence la richesse ornithologique de l’Arctique grâce à leurs schémas migratoires. Ses sculptures, quant à elles, représentent des créatures telles que la baleine, le renne et les otaries.

### Œuvres principales
Le nom d’Elijah Pootoogook est associé à la collaboration avec Kumukuluk Saggiak sur Le Monde polaire, créée pour le bar-restaurant La Toundra du Pavillon du Canada à l’Expo 67 de Montréal. Cette création est une fresque en plâtre qui met en lumière divers aspects de la vie inuite. Plus récemment, certaines parties de cette œuvre ont été intégrées à l’architecture de la salle La Toundra, située dans le parc Jean-Drapeau de Montréal. 
Son art peut également être vu dans des musées canadiens, comme la sculpture Mère et enfant (1975), qui fait partie de la collection d’art inuit du Musée des beaux-arts du Canada, ou encore le dessin au crayon Oiseau n° 3 (1966), conservé dans une collection d’art graphique au Musée des beaux-arts de Montréal,.

### Expositions (solo et collectives)
Elijah Pootoogook était membre de la West Baffin Eskimo Cooperative, une coopérative établie à Kinngait. Ses créations sont visibles dans les catalogues de cette coopérative de 1960 à 1972.
De nombreuses galeries ont exposé ses œuvres, dont :
| Année     | Exposition | Lieu                                                    |
| --------- | --- | ------------------------------------------------------- |
| 1967      | Inoonoot Eskima : Grafik och Skulptur an Cape Dorset och Povungnituk Konstframjandet                                               | (Stockholm) Suède                                       |
| 1967      | Cape Dorset — Une décennie d’estampes et de sculptures récentes esquimaudes                                                        | Musée des beaux-arts du Canada, Ottawa (Ontario)        |
| 1970      | Canadian Eskimo Arts Festival | (Anchorage) Alaska                                      |
| 1979-1981 | Images des Inuits | Université Simon Fraser, Burnaby (Colombie-Britannique) |
| 1986      | Cape Dorset Through the Years: 25 Years of Graphics and Sculpture et Inuit Graphics Through the Years: Rare Prints from the Arctic | Arctic Artistry, Scarsdale (New York)                   |
| 1987      | Inuit Graphics from the Past: Arctic History                                                                                       | Arctic Artistry, Scarsdale (New York)                   |
| 1987      | Inuit Traditions in Graphics: 1961–1987                                                                                            | Arctic Artistry, Hartsdale (New York)                   |
| 1990      | Inuit Graphics and Drawings from 1959 to 1990                                                                                      | Arctic Artistry, Hastings-on-Hudson (New York)          |

### Distinctions
Pendant qu’Elijah Pootoogook et Kumukluk Saggiak travaillaient sur une fresque pour l’Expo 67 à Montréal, David Millar de l’Office national du film du Canada a réalisé un documentaire sur leur expérience. Le court métrage Aki'name (On the Wall) met en évidence le processus de création des deux artistes inuits ainsi que leurs expériences individuelles, celles de leur famille et de ceux qui ont partagé leur quotidien pendant leur résidence à Montréal.
Quatre ans plus tard, en 1970, le gouvernement canadien a invité Pootoogook, ainsi que trois autres artistes inuits, à représenter l’art inuit à l’Expo 70 au Japon. Elijah a entrepris ce voyage avec sa femme Iqarlik et ses deux enfants pour une période de six mois. Il avait pour tâche de faire connaître l’art inuit, notamment par des sculptures, au pavillon canadien. Ainsi, les visiteurs pouvaient apprécier les techniques de fabrication et le style unique de cet art.

### Collections muséales
Plusieurs œuvres d’Elijah Pootoogook sont exposées dans des galeries d’art :
| Musée                            | Lieu                           |
| -------------------------------- | ------------------------------ |
| Galerie d’art Simon Fraser       | Burnaby (Colombie-Britannique) |
| La Guilde                        | Montréal (Québec)              |
| Musée Amon Carter                | Fort Worth (Texas)             |
| Musée canadien de l’histoire     | Hull (Québec)                  |
| Musée des beaux-arts de Montréal | Montréal (Québec)              |
| Musée des beaux-arts du Canada   | Ottawa (Ontario)               |
| Musée Glenbow                    | Calgary, (Alberta)             |

### Interprétation du rôle et de l’importance
Elijah Pootoogook a participé à la création des catalogues annuels de gravure de la West Baffin Eskimo Cooperative, maintenant connue sous le nom de Kinngait Cooperative, pendant plusieurs années. Cette coopérative est non seulement l’un des studios artistiques communautaires les plus anciens du Canada, mais elle a également joué un rôle crucial dans la promotion de l’art inuit et dans la génération de revenus pour les artistes de la communauté de Kinngait, située sur l’île de Baffin. De plus, il a eu l’opportunité de participer à deux grandes expositions, l’Expo 67 et l’Expo 70. Ces événements ont contribué à la reconnaissance de l’art inuit à l’échelle nationale et internationale. Actuellement, les œuvres d’Elijah Pootoogook sont incluses dans la collection d’art inuit du Musée des beaux-arts du Canada, à Ottawa, en Ontario, ainsi que dans celle du Musée des beaux-arts de Montréal, au Québec,.